# Chiesa dell'Annunciazione (Principina Terra)
La chiesa dell'Annunciazione è un edificio sacro situato a Principina Terra, frazione comunale di Grosseto.

## Storia
L'edificio religioso sorse come cappella rurale gentilizia della fattoria di Principina.
La sua costruzione risale al 1929 e fu voluta dalla famiglia Ponticelli, allora proprietaria della fattoria e della Torre della Trappola, per sostituire la perduta chiesa presso la torre costiera e la piccola cappella di Santa Maria, ormai inadatta allo svolgimento delle funzioni. Il luogo di culto fu aperto inizialmente anche agli operai che lavoravano presso le vicine saline situate tra la chiesa e la parte occidentale della città di Grosseto.
Tornata in seguito una cappella privata con la definitiva dismissione delle saline, la chiesa è stata riaperta come luogo di culto al pubblico nella seconda metà del secolo scorso, venendo poi elevata a parrocchia, intitolata a san Carlo Borromeo, nel 1960 per volere del vescovo Paolo Galeazzi. Nel 2009 la parrocchia è stata poi spostata nella moderna chiesa di San Carlo Borromeo al centro della frazione.

## Descrizione
La chiesa si trova di fianco alla villa padronale della fattoria di Principina.
L'edificio si presenta dalle linee semplici, tipiche dei luoghi di culto rurali, in cui sono ravvisabili elementi stilistici neoromanici; le strutture murarie esterne si presentano completamente rivestite in laterizio. Nella parte centrale della facciata a capanna si apre il portale d'ingresso architravato, con arco a tutto sesto che delimita una lunetta; al centro della parte superiore della facciata vi è una piccola apertura di forma circolare, mentre a livello apicale si riscontra la presenza di un pregevole coronamento.
Il retro dell'edificio si caratterizza per la presenza di un'abside semicircolare e per il campanile a sezione quadrata, che si eleva lungo il fianco destro. La torre campanaria, a due ordini, presenta monofore a tutto sesto che si aprono sui tre lati visibili dell'ordine inferiore e su tutti e quattro i lati del livello superiore, ove incorporano la cella campanaria. La parte apicale del campanile termina con un abbozzo di cuspide che poggia su un pregevole coronamento che sporge leggermente dalle pareti della torre.